# Nerodia clarkii
Espèce
Synonymes
- Regina clarkii Baird & Girard, 1853
- Nerodia compressicauda Kennicott, 1860
- Natrix compressicauda (Kennicott, 1860)
- Natrix compressicauda taeniata Cope, 1895
- Nerodia fasciata compressicauda Kennicott, 1860
- Nerodia fasciata taeniata (Cope, 1895)

Statut de conservation UICN

 LC  : Préoccupation mineure
Nerodia clarkii est une espèce de serpents de la famille des Natricidae.

## Répartition
Cette espèce se rencontre, :
- aux États-Unis dans les États de la Louisiane, du Mississippi, de la Floride et dans le sud-est du Texas ;

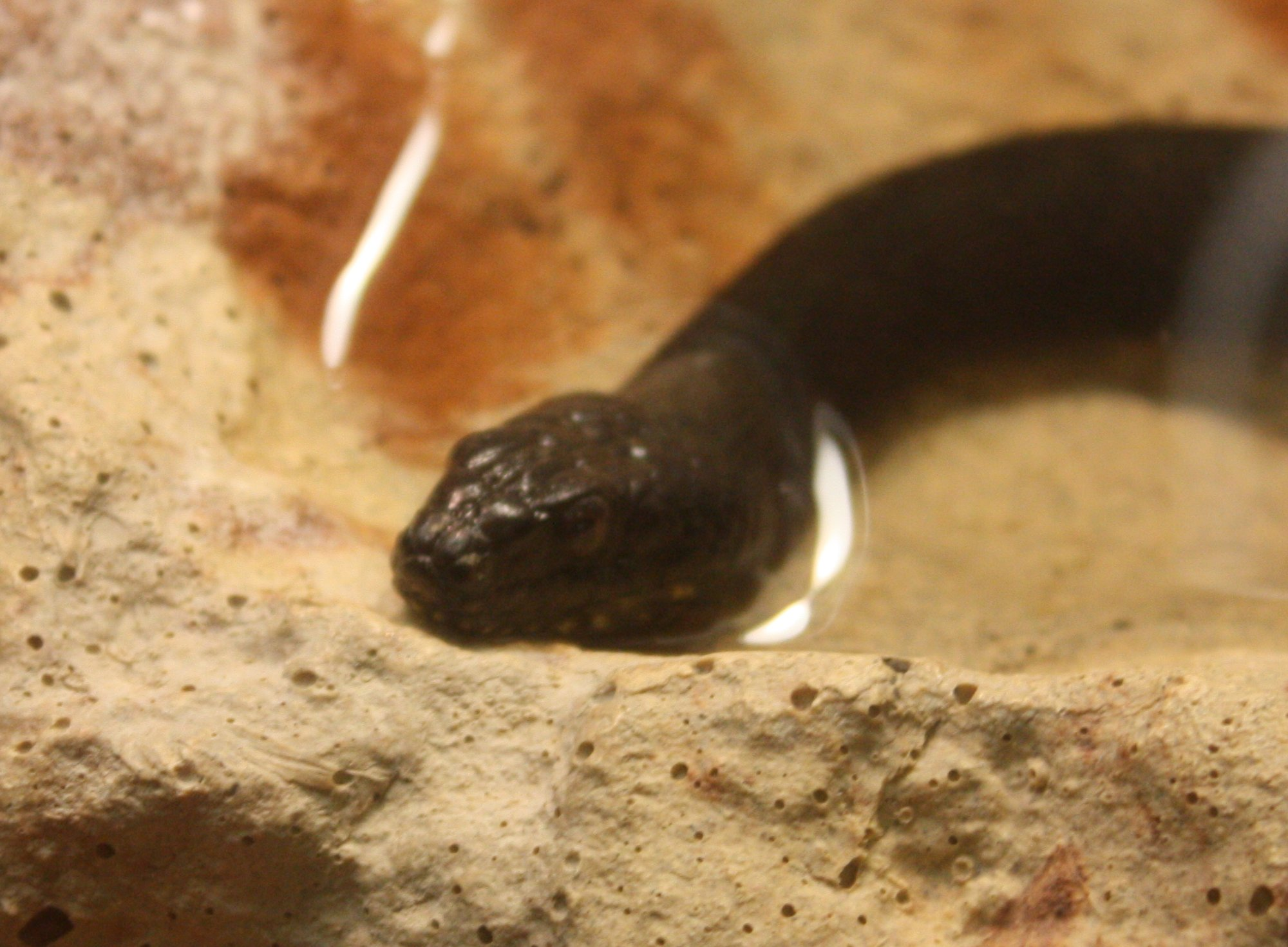
Nerodia clarkii compressicauda

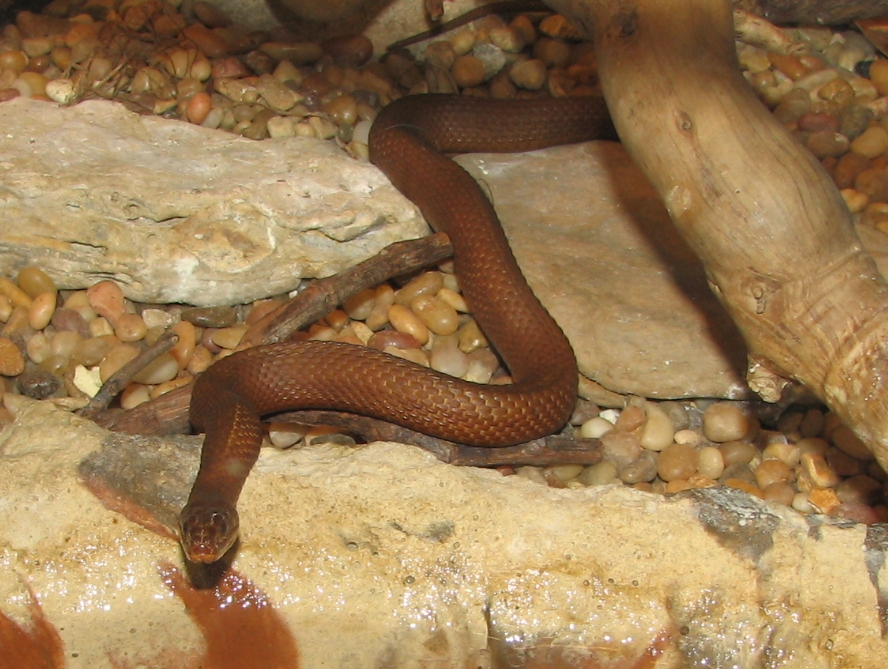
Nerodia clarkii compressicauda

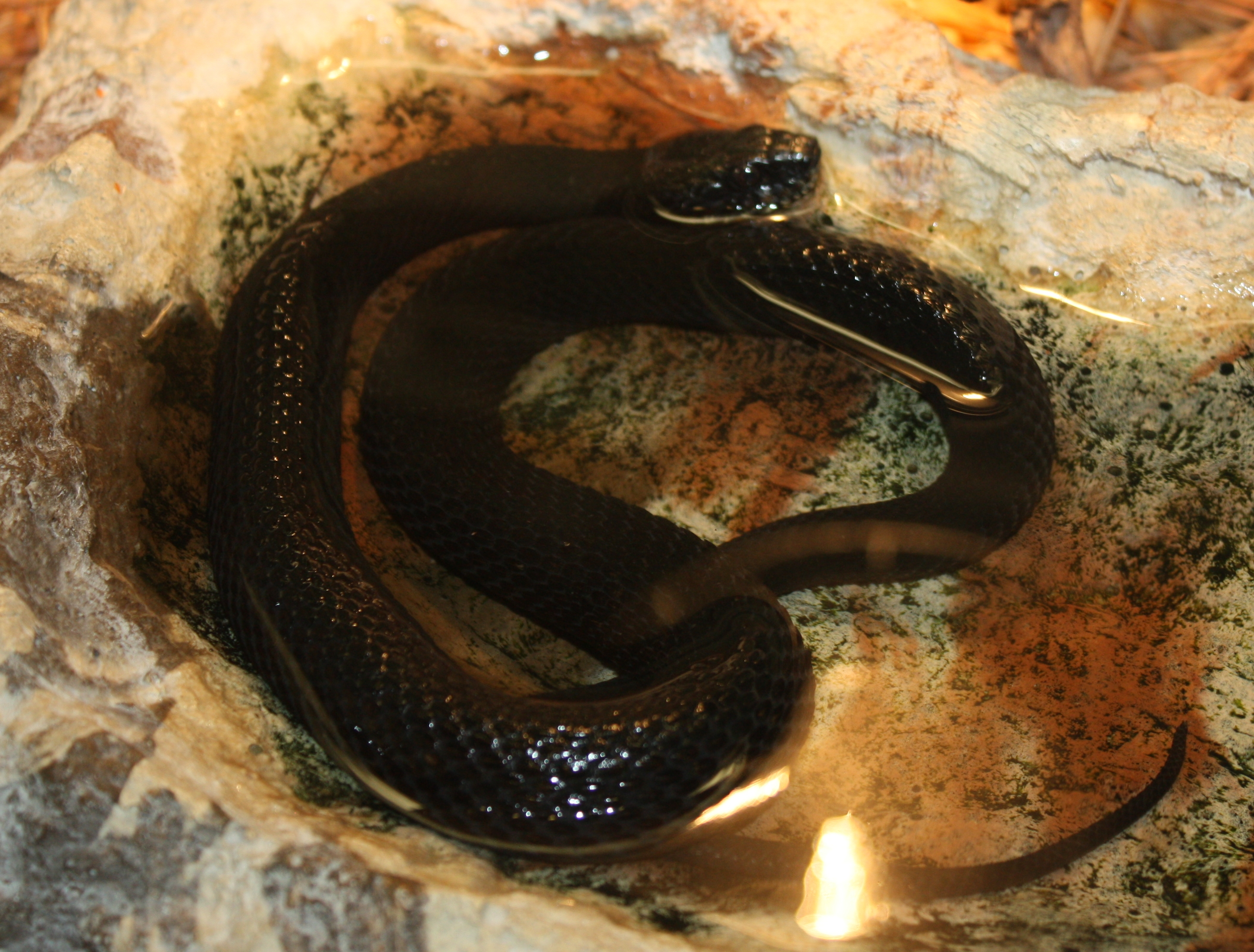
Nerodia clarkii compressicauda

- dans le Nord de Cuba.

## Liste des sous-espèces
Selon The Reptile Database (10 septembre 2013) :
- Nerodia clarkii clarkii (Baird & Girard, 1853)
- Nerodia clarkii compressicauda Kennicott, 1860
- Nerodia clarkii taeniata (Cope, 1895)

## Étymologie
Cette espèce est nommée en l'honneur de John Henry Clark (1830–1885).

## Publications originales
- Baird & Girard, 1853 : Catalogue of North American Reptiles in the Museum of the Smithsonian Institution. Part 1.-Serpents. Smithsonian Institution, Washington, p. 1-172 (texte intégral).
- Cope, 1895 : On some North American Snakes. The American Naturalist, vol. 29, p. 676-680 (texte intégral).
- Kennicott, 1860 : Descriptions of new species of North American serpents in the museum of the Smithsonian Institution, Washington. Proceedings of the Academy of Natural Sciences of Philadelphia, vol. 12, p. 328-338 (texte intégral).